# Quartissimo
Quartissimo – kwartet muzyczny, założony w 2009 roku w Słowenii.

## Historia zespołu
Posiadają doświadczenie jako soliści i członkowie różnych, kameralnych orkiestr występujących w kraju i zagranicą. Wszyscy są absolwentami Violin Music School.
Reprezentanci Słowenii na Eurowizji 2009. Kompozytorem i autorem tekstu utworu jest Andrej Babić, którego piosenki reprezentowały 4. różne kraje na Eurowizji:
- Chorwacja 2003
- Bośnia i Hercegowina 2005
- Słowenia 2007
- Portugalia 2008

Początkową piosenka była napisana w wersji instrumentalnej, jednak reguły Konkursu Eurowizji nakazują wszystkim utworom posiadać tekst. Z tego powodu zaproszono do współpracy wokalistkę Martinę Majerle, która wcześniej występowała w chórkach zespołów z Chorwacji (2003), Słowenii (2007) i Czarnogóry (2008)